# 深海突吻潛魚
深海突吻潛魚為輻鰭魚綱鼬魚目鼬魚亞目隱魚科的其中一種，分布於南印度洋及太平洋區，包括澳洲、智利、南非、莫三比克、紐西蘭等海域，體長可達21.5公分，為深海底棲性魚類，屬肉食性。